# Sudamericano Juvenil B de Rugby 2022
El Sudamericano Juvenil B de Rugby de 2022, también conocido como SAR Trophy M20, fue la duodécima edición del torneo juvenil de rugby que organiza Sudamérica Rugby.
El torneo se disputó íntegramente en Asunción, Paraguay.

## Equipos participantes
- Selección juvenil de rugby de Brasil
- Selección juvenil de rugby de Colombia
- Selección juvenil de rugby de Paraguay

## Posiciones
| Pos. | Equipo   | Encuentros | Encuentros | Encuentros | Encuentros | Tantos  | Tantos    | Tantos     | Puntos Bonus | Puntos Totales |
| Pos. | Equipo   | jugados    | ganados    | empatados  | perdidos   | a favor | en contra | diferencia | Puntos Bonus | Puntos Totales |
| ---- | -------- | ---------- | ---------- | ---------- | ---------- | ------- | --------- | ---------- | ------------ | -------------- |
| 1    | Paraguay | 2          | 2          | 0          | 0          | 53      | 30        | +23        | 1            | 9              |
| 2    | Brasil   | 2          | 1          | 0          | 1          | 57      | 38        | +19        | 2            | 6              |
| 3    | Colombia | 2          | 0          | 0          | 2          | 23      | 65        | -42        | 0            | 0              |

Nota: Se otorgan 4 puntos al equipo que gane un partido y 2 al que empate
Puntos Bonus: 1 punto por convertir 4 tries o más en un partido y 1 al equipo que pierda por no más de 7 tantos de diferencia

## Resultados
| 29 de octubre | Paraguay | 27 - 11 | Colombia |  |  |

| 2 de noviembre | Brasil | 38 - 12 | Colombia |  |  |

| 5 de noviembre | Paraguay | 26 - 19 | Brasil |  |  |

| Bandera de Paraguay |
| Campeón Paraguay    |
| Tercer título       |